# Новоселівське (Перекопський район)
Новосе́лівське (до 1944 року — Фрайдо́рф, їд. פריידאָרף; також Монтана́й, крим. Montanay) — селище в Україні, в Перекопському районі Автономної Республіки Крим.
Знаходиться за 60 км від райцентру та 35 км від залізничної станції Євпаторія. За переписом населення 2001 року, проживали 3267 осіб (складає 90,2 % до 1989); станом на 1 січня 2014 — 3427 осіб; переважно росіяни й українці.
Село Сирт-Монтанай вперше зустрічається у Камеральному Описі Криму… 1784 року. У 1924 році на його місці заснована єврейська переселенська колонія під назвою Фрайдорф. На той час проживало 47 єврейських сімей. У 1944 році перейменовано на Новоселівське.
Від 1965 — смт, з 2024 року — селище.
Діє церква Почаївської ікони Божої Матері та мечеть.